# Ampedus suecicus
Ampedus suecicus es una especie de escarabajo del género Ampedus, familia Elateridae. Fue descrita científicamente por Palm en 1976.
Esta especie se encuentra en Suecia, Polonia, Finlandia, Rusia y Bielorrusia. 